# RetroN
RetroN es una línea de consolas desarrollada y fabricada por Hyperkin permite a los usuarios jugar videojuegos antiguos desde consolas como Nintendo Entertainment System y Super Nintendo . Desde el lanzamiento de RetroN 5, se agregó conexión de video a través de HDMI .  El último, RetroN Sq, se lanzó en 2021 .

## Lanzamiento
Nota: los números en los primeros modelos RetroN se refiere a la cantidad de ranuras para cartuchos que tiene el sistema y no al orden de lanzamiento.

### RetroN 3 (2010)
se lanzó en mayo de 2010. Es compatible con  juegos Nintendo Entertainment System (NES), Super Nintendo (SNES) y Sega Genesis . Incluye controles inalámbricos, así como puertos que permiten el uso de los controles originales lanzados para cada consola compatible. El RetroN 3 ofrece salida S-video, RCA. Se vendió por $ 70  en dos colores: rojo y negro.

### RetroN 1 (2011)

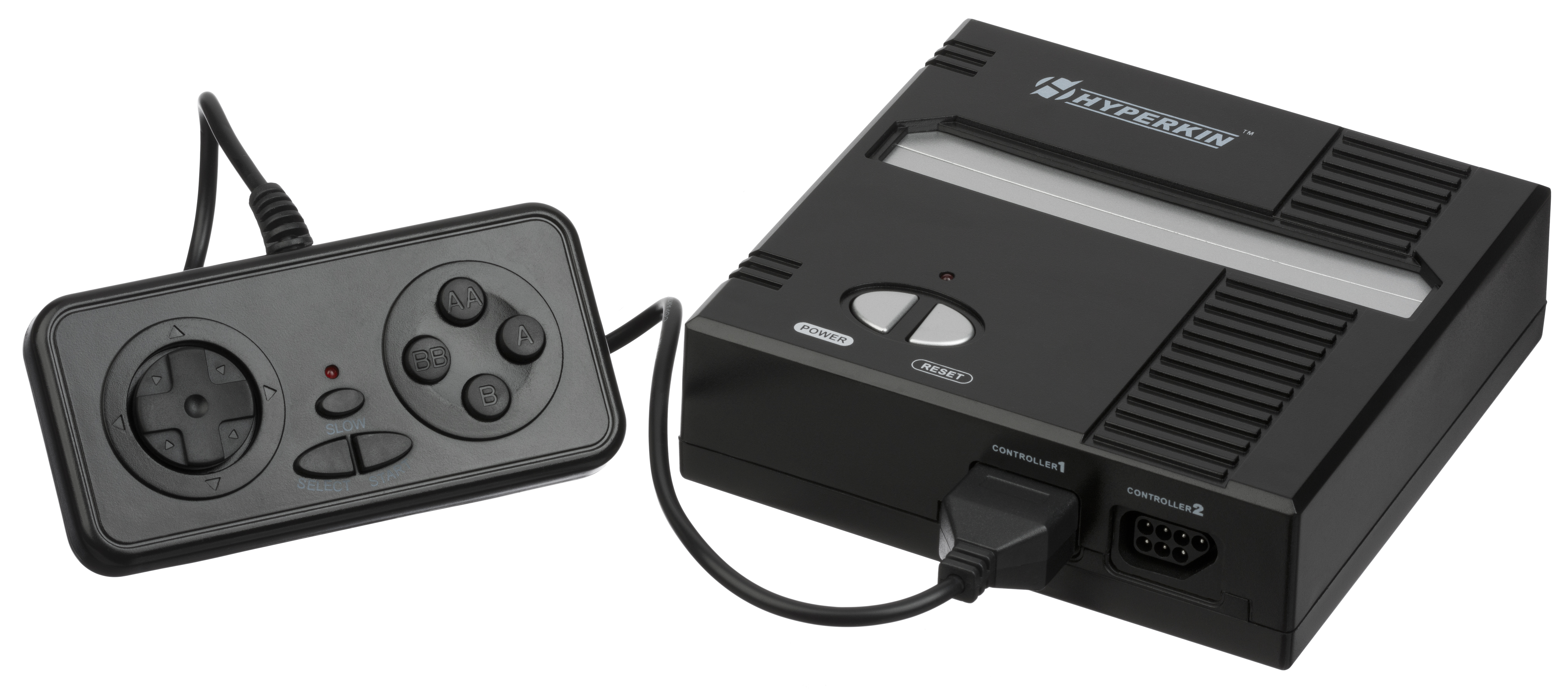
Un RetroN 1, diseñado para jugar juegos de NES

se lanzó en enero de 2011 y solo reproduce juegos de NES. luego se relanzo como  RetroN 1 HD y RetroN HD, salió en 2017. Tiene salida HDMI e incluye un control que imita al de NES. Hyperkin lanzó la RetroN HD en respuesta a la discontinuación de NES Classic Edition . La consola recibió una crítica mayoritariamente positiva
RetroN 1 AV, una versión actualizada con solo salidas de video compuesto, se lanzó a principios de 2021.

### RetroN 2 (2012)
lanzada en 2012 reproduce juegos de NES y SNES. El RetroN 2 HD una versión actualizada con salida HDMI. se presentó en TooManyGames 2019, 

### RetroN 5 (2014)

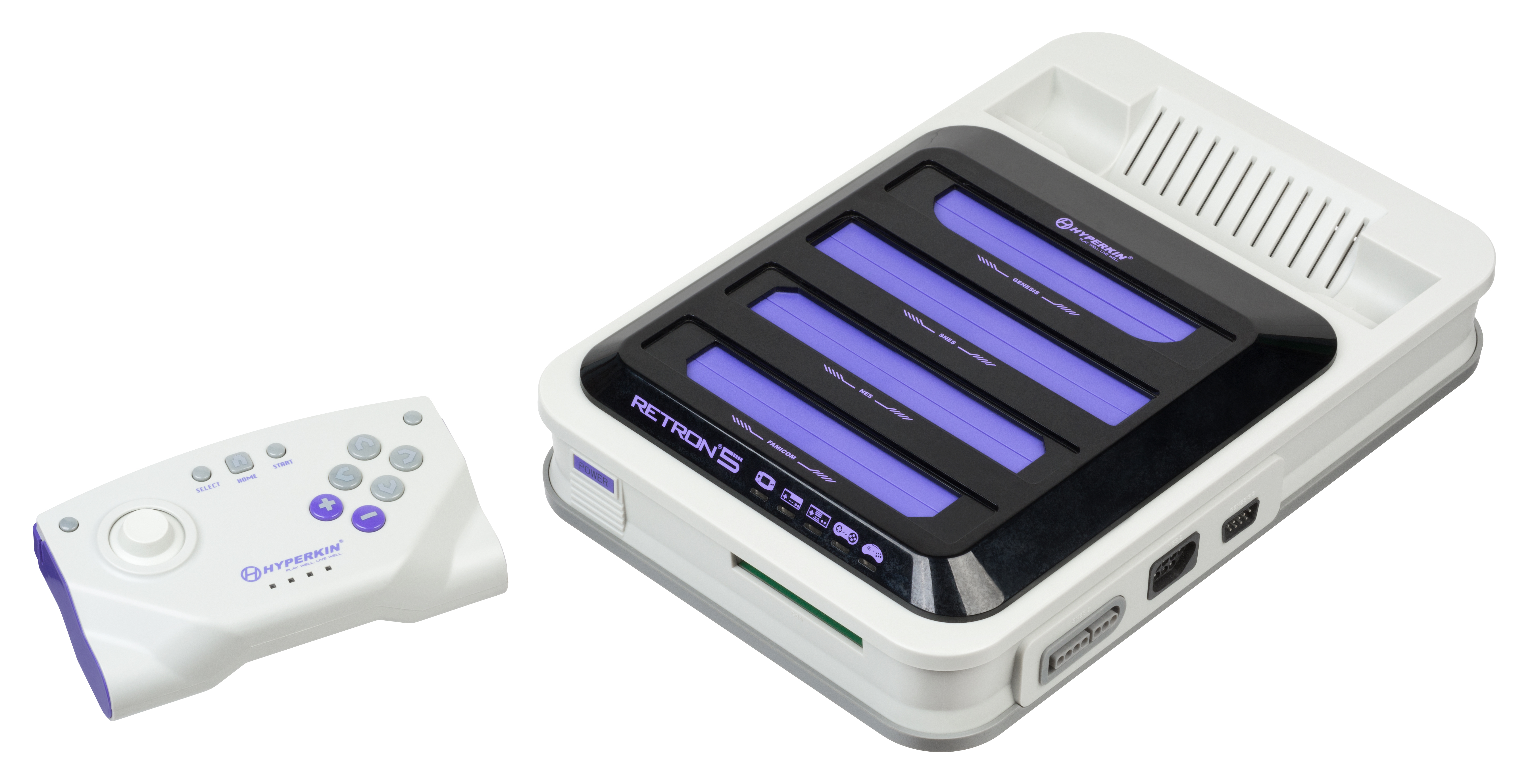
El RetroN 5, un sistema que reproduce varios sistemas de juego a través de la emulación de software

Originalmente planeado como RetroN 4
, compatible con juegos de NES, SNES, Genesis y Game Boy / Game Boy Color / Game Boy Advance . Fue presentado oficialmente en marzo de 2013 como RetroN 5
, con una ranura añadida para cartuchos de Famicom . se lanzó en 2014.

Los desarrolladores de RetroArch afirmaron que "RetroN 5 viola varias licencias".  debió a que la consola usa los emuladores Genesis Plus GX y SNES9x para emular algunos juegos. Ambos emuladores están bajo una licencia no comercial, lo que significa que no pueden usarse en productos comerciales, como el RetroN 5.
Hyperkin lanzó una edición especial de RetroN 5 llamada Hyper Beach años después.

### RetroN 77 (2017)

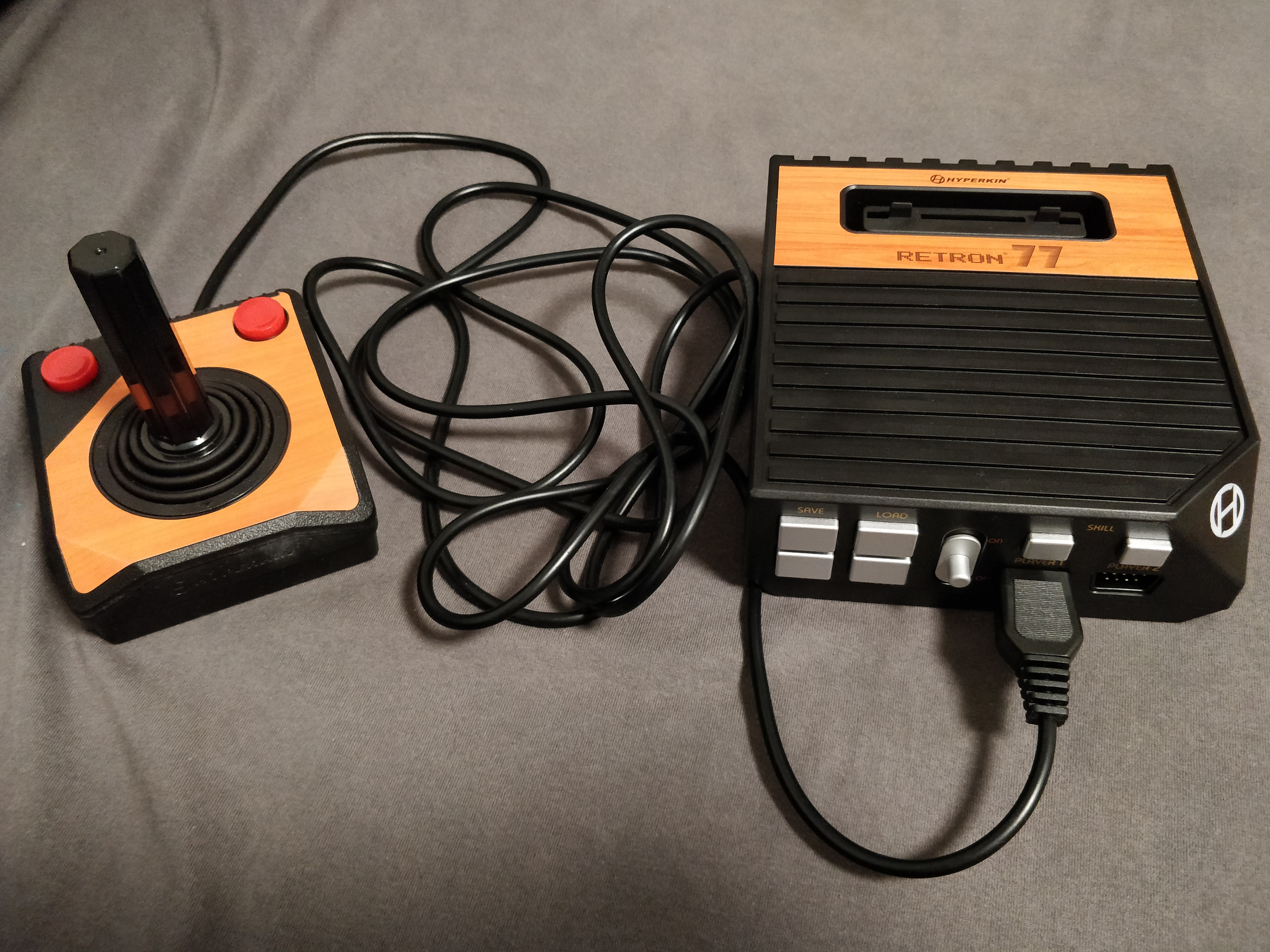
Un RetroN 77 con controlador

En 2017, Hyperkin lanzó el RetroN 77, un clon de la  Atari 2600 que utiliza emulación por software. A diferencia de los Atari Flashback, RetroN 77 reproduce cartuchos originales en lugar de contener juegos preinstalados. Se esperaba que la consola se lanzara durante la temporada navideña de 2017. El RetroN 77 viene con cuatro juegos homebrew ; Astronomer, Baby, Muncher 77 y Nexion 3D.

### Supa RetroN HD (2018)
Tras el anuncio de Nintendo de la Super NES Classic Edition, Hyperkin anunció Supa RetroN HD, un clon en HD del SNES original. Fue lanzado el 8 de enero de 2018. Manteniendo en venta consolas anteriores como RetroN , Supa RetroN HD admite cartuchos SNES originales en lugar de incluir juegos integrados.

### Mega RetroN HD (2018)
Una clon de Sega Genesis anunciada en enero de 2018, y lanzada en octubre.

### RetroN Sq (2021)
Anunciado en enero de 2020 como RetroN Jr., se cambió de nombre a RetroN Sq en diciembre de 2020, y se lanzó el 25 de marzo de 2021. Esta consola está diseñada para reproducir juegos de Game Boy, Game Boy Color y Game Boy Advance mediante emulación de software escalando los juegos a 720p mediante la salida HDMI. Matthew Adler de IGN elogió la consola, calificándola con 8 de 10.

## enlaces externos
- Página web oficial

- Datos: Q22908292
- Multimedia: Hyperkin consoles / Q22908292